# Jan Daniel Rozsypal
Jan Daniel Rozsypal (21. července 1819 Klatovy – 29. května 1880 Plzeň) byl český a rakouský římskokatolický duchovní a politik, během revolučního roku 1848 poslanec Říšského sněmu.

## Biografie
25. července 1842 byl vysvěcen na kněze. Působil jako kaplan (mj. ve Vlachově Březí). Psal básně. Byl farářem v Pačejově.
Během revolučního roku 1848 se zapojil i do politiky. V doplňovacích volbách byl zvolen na ústavodárný Říšský sněm. Zastupoval volební obvod Vimperk. Uvádí se jako kaplan. Do parlamentu nastoupil v lednu 1849. Předtím tento volební obvod zastupoval Johann Kiemann starší. Rozsypal patřil ke sněmovnímu bloku pravice, do kterého náležel český politický tábor, Národní strana (staročeši).
Zemřel v květnu 1880. Pohřben byl 31. května na hřbitově u kostela Všech svatých v Plzni.